# Current TV
Pour les articles homonymes, voir Current.
Current TV est une chaîne télévisée américaine fondée par l'ancien vice-président américain Al Gore, l'avocat Joel Hyatt et une équipe d'industriels et de jeunes impliqués dans le monde des médias jusqu'en août 2013.
En combinant le 38 millions de foyers abonnés aux États-Unis avec les 12 millions de foyers abonnés au Royaume-Uni et en Irlande, Current TV avait dépassé, moins de deux ans après ses débuts, le cap des 50 millions de foyers branchés.

## Histoire
Current TV a été lancée le 1er août 2005 aux États-Unis. À l'origine, Al Gore et Joel Hyatt voulaient créer une chaîne clairement partisane, en tentant de mettre un terme à la dominance des médias conservateurs aux États-Unis, représentés par Fox News. Mais, la plupart des spécialistes estimant qu'il n'y avait pas de marché pour une chaîne libérale (lesdits libéraux étant aux États-Unis à la gauche du Parti Démocrate), ils décidèrent de se tourner vers le public jeune.
Entre le 12 mars 2007 et le 11 mars 2012, les abonnés britanniques et irlandais du bouquet satellite B Sky B et du cablodistributeur Virgin Media pouvaient recevoir une version adaptée au marché européen. 
En juin 2009, deux journalistes de la chaîne sont condamnées à 12 ans de travaux forcés en Corée du Nord, officiellement pour entrée illégale dans le pays.
La chaîne est rachetée par Al Jazeera en janvier 2013, et cesse sa diffusion le 20 août 2013.

## Programmation
La programmation de Current a la particularité de voir 35 % de son contenu généré par les abonnés eux-mêmes, sous forme de clips dont la caractéristique principale repose sur la durée limitée : entre quelques secondes et 15 minutes. Cette approche peu commune se veut en effet plus proche des habitudes télévisuelles des 18-34 ans, cible prioritaire de Current. Current TV ne s'interdit pas non plus de diffuser des images d'actualité tournées par des amateurs, que ce soit dans une manifestation à Gaza, un hôpital en Irak ou des chambres d'étudiants en Iran. Elle a aussi mis en place des concours de vidéo pour encourager la création individuelle, dont les meilleurs exemples sont ensuite diffusés sur la chaîne. De cette manière, près d'un quart des programmes de Current TV sont assurés par ses propres téléspectateurs.
Basée à San Francisco, Current TV fait travailler  350 salariés dans cette ville, à Los Angeles, à New-York et à Londres (Royaume-Uni), jeunes pour la plupart, dans une ambiance décrite comme très caj' (de casual, décontractée). Al Gore a toujours été attiré par cette ambiance. En 2000, pendant la campagne, il avait répondu aux questions des téléspectateurs de MTV. C'est d'ailleurs une émission diffusée sur cette chaîne à la fin des années 1990 qui a inspiré sa télé. Unfiltered se proposait déjà de transformer les téléspectateurs en producteurs, en mettant à leur disposition des petites caméras numériques.
Current TV a vu l'arrivée, en 2011, de deux personnalités venant de MSNBC : Keith Olbermann et son émission Countdown with Keith Olbermann, ainsi que Cenk Uygur (en) et son émission The Young Turks.